# Heinrich Maria Davringhausen
Heinrich Maria Davringhausen (Aquisgrana, 21 ottobre 1894 – Nizza, 13 dicembre 1970) è stato un pittore tedesco.

## Biografia
Heinrich Maria Davringhausen nacque ad Aquisgrana il 21 ottobre 1894.
Dopo i primi anni da autodidatta, dal 1911 al 1914 studiò arte a Düsseldorf e negli anni seguenti viaggiò per l'Europa, conoscendo molti artisti.

Queste conoscenze lo spinsero a creare opere che per la composizione e per la gamma dei colori utilizzati si rifanno all'espressionismo, con marcate tendenze verso il fauvismo, il cubismo e il futurismo; in particolare, è rintracciabile la forte influenza di August Macke.
Esentato dal servizio militare nella prima guerra mondiale per problemi fisici, dal 1915 al 1918 Davringhausen visse a Berlino, dove divenne amico di George Grosz e di John Heartfield, per poi trasferirsi a Monaco di Baviera.

In questi anni Davringhausen fu un rappresentante dell'espressionismo tedesco del dopoguerra, che avrebbe trovato i suoi principali interpreti in George Grosz e Otto Dix.

L'arte di Davringhausen è caratterizzata da una vena narrativa talvolta teatralmente tragica e talvolta grottesca e satirica, sostanzialmente verista ma con inclinazioni metafisiche.

La fama che guadagnò in questi anni gli permise di partecipare alla mostra della Nuova oggettività a Mannheim, che riunì molti artisti tra cui George Grosz, Otto Dix, Max Beckmann, Alexander Kanoldt e Georg Schrimpf.
Negli anni '20 Davringhausen visse alcuni anni in Spagna, ma nel 1928 tornò in Germania e si stabilì a Colonia.

Sotto l'influenza di correnti artistiche innovatrici, in questi anni dipinse soprattutto immagini astratte e cubiste con ampie superfici colorate, alcune delle quali concepite in serie.

Nel 1932 abbandonò la Germania a causa della caduta della repubblica di Weimar e della presa del potere da parte dei nazisti: i suoi lavori furono rimossi dai musei tedeschi con l'accusa di essere arte degenerata (la maggior parte del suo lavoro andò distrutto proprio in questi anni a causa della persecuzione nazista).

Davringhausen tornò allora in Spagna, che lasciò per lo scoppio della guerra civile nel 1936 che lo costrinse a fuggire prima in Francia e poi in Svizzera.
Alla fine della seconda guerra mondiale si trasferì a Nizza, dove produsse opere per lo più astratte.

Fu a partire dagli anni '50 che molti gallerie in tutto il mondo cominciarono ad interessarsi alle sue opere, soprattutto a quelle che rivelano una stretta affinità con la Nuova oggettività rispetto a quelle dell'ultimo periodo, giudicate troppo geometriche ed astratte.
Davringhausen morì a Nizza il 13 dicembre 1970.